# Acepromazina
La acepromazina o acetilpromazina es un fármaco derivado de los antipsicóticos; aunque se usó como antipsicótico para los seres humanos en los años 50, actualmente se usa casi exclusivamente en la medicina veterinaria para animales con funciones sedantes y antieméticas. Su análogo, la clorpromazina, aún es utilizado como antipsicótico.

## Utilización
Se usa acepromazina (en forma de acepromazina maleato) principalmente como restricción química en los animales hiperactivos o malhumorados. Sin embargo, no alivia la ansiedad, y algunas personas creen que puede empeorarla a la larga si es usado con animales ansiosos (por ejemplos, aquellos con fobia a truenos).
Se usa acepromazina en los caballos como sedativo preanestésico y ha demostrado reducir las muertes relacionadas con el uso de anestesia. Sin embargo, se debe tener cuidado al usarla con potros (aunque no está completamente contraindicado) debido a que hay un riesgo alto de parafimosis y priapismo persistente. Su potencial de tener efectos cardíacos, específicamente la hipotensión debido a la vasodilatación periférica, puede ser profundo, por lo que no se recomienda su uso en animales ancianos o debilitados.

## Farmacología
La farmacología de la acepromazina es similar a la de otros antipsicóticos de tipo fenotiazina. Los efectos en el comportamiento se atribuyen al antagonismo fuerte de los receptores D2 (un receptor de dopamina) y, en menor medida, los receptores D3 y D4. Otros efectos también se extienden (por antagonismo) a otros tipos de receptores, incluyendo los receptores adrenérgicos α1, los receptores H1, y los receptores mACh. Es metabolizado por el hígado, donde se oxida para producir su metabolito primario, hidroxietil promazina sulfóxido, el cual es entonces excretado en la orina.: 115  Su acción en el zona gatillo quimiorreceptora (en el área postrema) y el núcleo solitario (en el médula oblonga) permite su efecto antiemético.

## Usos en perros y gatos
Los usos más comunes de acepromacina en los animales son como un sedante oral antes de los eventos estresantes (como tormentas eléctricas), una inyección tranquilizante para animales especialmente agresivos y, cuando se combina con los opiáceos, una premedicación o un analgésico postoperatorio. Sus efectos depresores del SNC aumentan los efectos de los opiáceos, necesitándose en menor dosis para llegar al mismo nivel de sedación, y previene la arritmia y vómitos que muchos de ellos inducen. Su uso como sedante oral es algo polémico, ya que la acepromazina puede aumentar la sensibilidad al ruido y causar reflejos de sobresalto exagerados. El efecto disfórico de las fenotiazinas y el aumento de la sensibilidad pueden hacer aumentar la agresividad de algunos perros.: 116, 130 

### Efectos adversos en los gatos
Aunque la acepromazina se usa también en los gatos, la absorción es errática y su eficacia puede diferir mucho de un gato a otro. Generalmente, induce menos sedación que en los perros. También, puede causar movimientos espontáneos (en ambos, perros y gatos, pero más en gatos) por bloquear las receptoras de dopamina en el cuerpo estriado y la sustancia negra.

### Efectos adversos en perros
La literatura de los años 1950 suscitaron preocupaciones sobre las convulsiones provocadas por las fenotiazinas en pacientes humanos. Por esta razón, el estándar durante muchos años fue aconsejar precaución al usarlo en perros con epilepsia. Sin embargo, estudios más recientes no mostraron una asociación positiva entre uso de acepromazina y las convulsiones,: 116  sino que dieron a entender una posibilidad de usarla para controlarlas. En una investigación hecha por la Universidad de Tennessee, dieron acepromazina para tranquilizar a 36 perros con historia de convulsiones y para controlar convulsiones activas en 11 perros. No vieron ninguna convulsión aun después de 16 horas en los perros con historia de ellas, y los perros con convulsiones activas tuvieron menos o no tuvieron. Un segundo estudio también concluyó que la administración de acepromazina en perros con convulsiones previas no aumentó su incidencia, y había alguna tendencia a hacer una reducción. Se debe notar que en 1950 se advirtió sobre el uso de acepromazina en personas con epilepsia ya que se usaban dosis más altas de la fenotiazina y clorpromazina. Los estudios veterinarios usaron dosis mucho más bajas en animales.

Acepromazina y su metabolito mayor, hidroxietil promazina sulfóxido (también conocido como 2-(1-hidroxietilo) promazina sulfóxido)

En algunos bóxers, la acepromazina puede causar un síncope vasovagal (debido a la estimulación reducida en el sistema nervioso simpático) e hipotensión (debido a la vasodilatación). Hay una posibilidad que esto pueda ocurrir sólo en algunas familias, pero el riesgo desconocido a un perro individual significa que se debe usar acepromazina o en una dosis más baja o no usarla en esta raza. Los perros individuales de cualquier raza pueden tener una reacción profunda de hipotensión, especialmente si hay un problema de corazón subyacente.
En perros gigantes y lebreles, los efectos sedativos de acepromazina pueden durar hasta 12-24 horas, mucho más que las 3-4 horas habituales.

##### Perros con una mutación en el genABCB1
P-glicoproteína (P-gp) es un proteína en la membrana plasmática importante para el metabolismo y excreción de ciertos medicamentos,: 41–58  como acepromazina e ivermectina. La proteína está codificada por el gen ABCB1; una mutación en ABCB1 causa que no se produzca P-gp correctamente, y los perros con esta mutación tienen más sensibilidad a fármacos como acepromazina, que son substratos de P-gp. Perros heterocigóticos (aquellos con una copia de ABCB1 que funciona, y otra que no) tienen menos sensibilidad a acepromazina que los perros homocigóticos para la mutación. El 75% de los collies y 50% de los pastores australianos tienen esta mutación. Otras razas afectadas incluyen el border collie, pastor inglés, pastor alemán, antiguo pastor inglés, galgo inglés, y shelties.
Hay pruebas para esta mutación.

## Uso en caballos
En la cirugía equina, se ha demostrado que el uso de acepromazina como premedicación baja la tasa de mortalidad perianestésica, posiblemente a debido de su acción como sedante y ansiolítico. Sin embargo, es menos eficaz si el caballo ya está alborotado.
Adicionalmente, se usa acepromazina como un vasodilatador en el tratamiento de infosura, para el cual se usa un dosis que causa sedación suave. Aunque provoca vasodilatación acra, no hay indicios de que aumente la perfusión en la lámina del casco. Algunas veces también se usa para tratar rabdomiólisis.

### Efectos adversos
Los efectos secundarios no son comunes, pero se debe tener cuidado al usarla con potros debido al alto riesgo de parafimosis y priapismo persistente. La acepromazina también baja la presión sanguínea. No se debe usar la acepromacina en caballos que han tomado piperazina como desparasitante o aquellos con anemia, deshidratación, choque o cólico.